# Sacrée Jeunesse
Pour plus de détails, voir Fiche technique et Distribution.
Sacrée Jeunesse est un film français réalisé par André Berthomieu et sorti en 1958.

## Synopsis
M. Longué, 79 ans, se voit proposer par son neveu de lui vendre en viager son domaine en province. Il reçoit la même offre, mais plus avantageuse, de son assureur, mais M. Longué a décidé de suivre une cure de rajeunissement, en Suisse, dans l'établissement du docteur Koranoff. L'effet est saisissant et il retrouve une seconde jeunesse, laissant les héritiers et l'assureur dans le désarroi le plus complet. Sa femme, devant la métamorphose de son mari, suit également cette cure, et les voilà partis pour une seconde lune de miel en Italie.

## Fiche technique
- Titre : Sacrée Jeunesse
- Réalisation : André Berthomieu
- Scénario : André Berthomieu d'après la pièce de théâtre Koraneuf d'André Mouézy-Éon
- Adaptation : André Berthomieu
- Dialogues : André Berthomieu et André Mouézy-Eon
- Assistants réalisateur : Georges Casati et Pierre Cosson
- Photographie : Walter Wottitz
- Cadreur : François Franchi
- Montage : Gilbert Natot, assisté de Colette Leloup
- Musique : Henri Verdun
- Décors : Raymond Nègre, assisté de Henri Sonois et Olivier Girard
- Son : Raymond Gauguier, assisté de Fernand Sartin et Jean Philippe
- Maquillage : Michel Deruelle
- Script-girl : Andrée François
- Ensemblier : Georges Fontenelle
- Régisseur général : Philippe Dubail
- Directeur de production : Irenée Leriche
- Société de production : Les Films Fernand Rivers
- Société de distribution : Les Films Fernand Rivers
- Studios et Laboratoires : Éclair
- Enregistrement : Poste Parisien
- Pays de production :  France
- Langue de tournage : Français
- Format : Noir et blanc — 35 mm — 1,37:1 — Son : Mono
- Genre : Comédie
- Durée : 90 minutes (1 h 30)
- Date de sortie : 
  - France : 6 août 1958
- Visa d'exploitation : 20.946
- Affiche : Constantin Belinsky (France)

## Distribution
- André Luguet : Thomas Longué, le mari de Zabeth, qui a suivi une cure
- Gaby Morlay : Zabeth Longué, la femme de Thomas
- Micheline Dax : Mathilde Billard, la secrétaire dactylo
- Guy Bertil : Jean-Paul Longué, le fils d'Armande et Étienne, petit-neveu de Thomas et Zabeth
- Gisèle Grandpré : Armande Longué, la femme d'Étienne
- Jacques Morel : Étienne Longué, le neveu de Thomas et Zabeth
- Noël Roquevert : M. Horville, l'assureur du couple Longué
- Claudie Laurence : Sophie, une copine de Jean-Paul
- Lisette Lebon : Odile, la domestique des Longué
- Mischa Auer : Le professeur Koranoff (s'inspirant de Serge Voronoff)
- Jean-Pierre Cassel : Un jeune dans la boîte de nuit
- Guy Bedos : "Mickey", le jeune qui reçoit la gifle dans la boîte de nuit
- Daniel Cauchy : Gérard, un jeune dans la boîte de nuit
- Rivers-Cadet : Le chauffeur des Longué
- Emile Riandreys : Un barman de la boîte de nuit
- Paul Faivre : L'abbé Rousseau
- Paul Ville : Le docteur Trémière, ami de la famille
- Andrée Guize : Mme Deponchette, l'amie de Zabeth
- Jacques Joignant : Un jeune dans la boîte de nuit
- Charles Bayard : "en photo" représentant le général Gaillardin, avant et après l'opération
- Arielle Coignet
- Yolande Colas